# Syzygium scolopophyllum
Syzygium scolopophyllum är en myrtenväxtart som först beskrevs av Henry Nicholas Ridley, och fick sitt nu gällande namn av Genkei Masamune. Syzygium scolopophyllum ingår i släktet Syzygium och familjen myrtenväxter. Inga underarter finns listade i Catalogue of Life.